# Bolazec
 Bolazec  (en bretón Bolazeg) es una población y comuna francesa, situada en la región de Bretaña, departamento de Finisterre, en el distrito de Châteaulin y cantón de Huelgoat.

## Demografía
| 544 | 479 | 394 | 297 | 243 | 198 |
| Para los censos de 1962 a 1999 la población legal corresponde a la población sin duplicidades (Fuente: INSEE [Consultar]) |     |     |     |     |     |